# Apodicarpum ikenoi
Apodicarpum ikenoi là một loài thực vật có hoa trong họ Hoa tán. Loài này được Makino mô tả khoa học đầu tiên năm 1891.